# إلمر هورتون
إلمر هورتون (بالإنجليزية: Elmer Horton)‏ هو لاعب كرة قاعدة أمريكي، ولد في 4 سبتمبر 1869 في هاملتن في الولايات المتحدة، وتوفي في 17 يوليو 1918 في نيوارك في الولايات المتحدة.

## وصلات خارجية
- إلمر هورتون على موقعبيزبول رفرنس.كوم (الدوري الرئيسي) (الإنجليزية)
- إلمر هورتون على موقعبيزبول رفرنس.كوم (الدوري الثانوي) (الإنجليزية)
- إلمر هورتون على موقع مشجعي الرسوم البيانية (الإنجليزية)